# Bruceomycetaceae
Bruceomycetaceae is een familie van korstmossen dat behoort tot de orde Lecanorales van de ascomyceten. 

## Geslachten
De familie bevat de volgende twee geslachten:
- Bruceomyces
- Resinogalea